# Štěpánovice (district de České Budějovice)
Pour les articles homonymes, voir Štěpánovice.
Štěpánovice (en allemand : Stepanowitz) est une commune du district de České Budějovice, dans la région de Bohême-du-Sud, en République tchèque. Sa population s'élevait à 977 habitants en 2023.

## Géographie
Štěpánovice se trouve à 4 km à l'est-sud-est du centre de Lišov à 13 km à l'est-nord-est de České Budějovice et à 121 km au sud-sud-est de Prague.
La commune est limitée par Lišov au nord-ouest et au nord, par Třeboň au nord-est et à l'est, par Libín au sud-est et au sud, par Lišov, et par Hvozdec à l'ouest.

## Histoire
La première mention écrite du village date de 1363.

## Transports
Par la route, Štěpánovice se trouve à 4 km de Lišov, à 17 km de České Budějovice et à 149 km de Prague.